# Edmund von Hatzfeldt

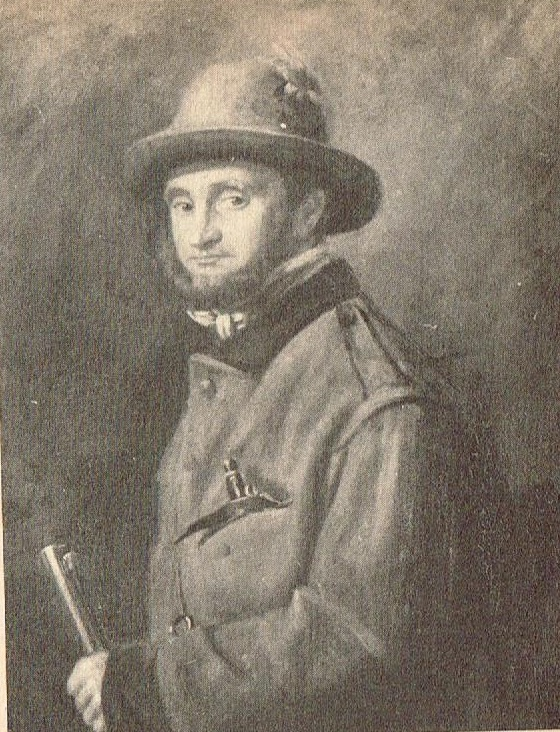
Edmund von Hatzfeldt im Jagdrock, um 1845, Ausschnitt aus einer Jagdszene des Malers Wilhelm Camphausen, 1846

Edmund Gottfried Cornelius Hubert Graf von Hatzfeldt-Wildenburg-Weisweiler, auch Hatzfeld-Kinsweiler (* 28. Dezember 1798 auf Burg Kinzweiler; † 14. Januar 1874 in Düsseldorf), war preußischer Standesherr der Herrschaft Wildenburg-Schönstein und Ehemann der Sozialistin Sophie von Hatzfeldt. Ein langwieriger Scheidungsprozess, der von 1846 bis 1854 über verschiedene Instanzen ging, erzeugte als Skandal großes öffentliches Aufsehen und machte das streitende Ehepaar über die Grenzen Preußens hinaus bekannt.
Als Rechtsnachfolger seines Schwiegervaters, des Fürsten Franz Ludwig von Hatzfeldt, vertrat Edmund von Hatzfeldt das Grafen- und Fürstenhaus Hatzfeldt mit Virilstimme im Provinziallandtag der Rheinprovinz.

## Leben
Edmund von Hatzfeldt war Sohn des Reichsgrafen Karl Eugen Innozenz Ludwig von Hatzfeldt-Weisweiler (1774–1799) und dessen Ehefrau Frederike Maria Hubertine von Hersell (1770–1833), einer Tochter des Freiherrn Clemens August von Hersell (* um 1730) und der Maria Anna Freiin von Bourscheid zu Merötgen (* 1732). 1806 kam Edmund zusammen mit seiner 1799 verwitweten Mutter und seiner Großmutter Maria Anna, geborene von Kortenbach (1758–1833), der Witwe des kurz zuvor verstorbenen jülichschen Landmarschalls Edmund Gottfried von Hatzfeldt (1740–1806), nach Kalkum bei Düsseldorf, um das Schloss Kalkum als Witwensitz zu nutzen. Weil sie das Schloss aber als unbewohnbar vorfanden, wohnten sie bis zu dessen Herrichtung durch den Architekten Georg Peter Leydel vorübergehend für einige Monate noch auf Burg Kinzweiler sowie im Hof von Holland in Düsseldorf. Im Witwenhaushalt der Großmutter und der Mutter auf Schloss Kalkum erfuhr Edmund eine katholische und standesgemäße Erziehung. Berichtet wurde, dass er einen Klumpfuß hatte und von Anfang an unter gesundheitlichen Einschränkungen litt. Ein Chronist schrieb sogar, er habe sich nur mit Stöcken fortbewegen können.
Wie viele Angehörige seiner Familie und seines Standes pflegte Edmund von Hatzfeldt neben der Jagd eine Leidenschaft für die Zucht von Vollblütern und das Pferderennen. Zur Gründung einer eigenen Pferdezucht importierte er 1823 Vollblüter aus England. 1842 gründete er eine „Trainer-Anstalt“, später „Hatzfeldt’sches Pferdeinstitut“ genannt. In den 1830er und 1840er Jahren organisierte er über den Düsseldorfer Rennverein, dessen größter Einzelaktionär er war und dessen Vorstand er angehörte, diverse Pferderennen auf der Golzheimer Heide bei Düsseldorf.
Nach einem Ehevertrag, der am Vortag auch mit Blick auf die Familieninteressen der beiden Linien des Hauses Hatzfeldt geschlossen worden war, heiratete Edmund, seit dem 9. Juni 1821 preußischer Standesherr, am 10. August 1822 auf Schloss Allner seine 16-jährige Cousine Sophie, eine geborene Gräfin von Hatzfeldt-Trachenberg. Aus dieser Ehe gingen drei Kinder hervor, Alfred (1825–1911), Melanie (1828–1901) und Paul (1831–1901). Die Ehe verlief unglücklich. 1833 trennte sich das Paar.

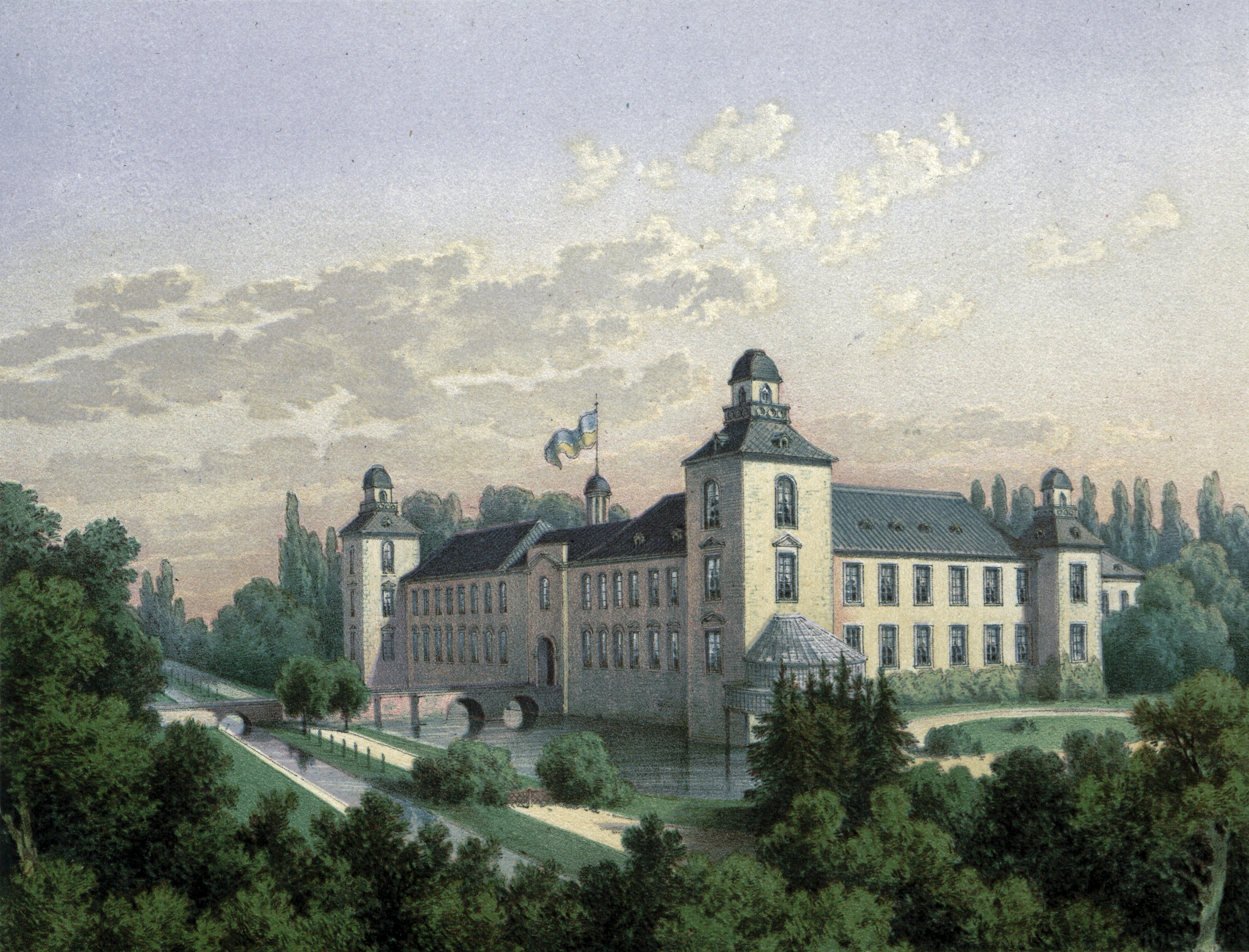
Schloss Kalkum im 19. Jahrhundert

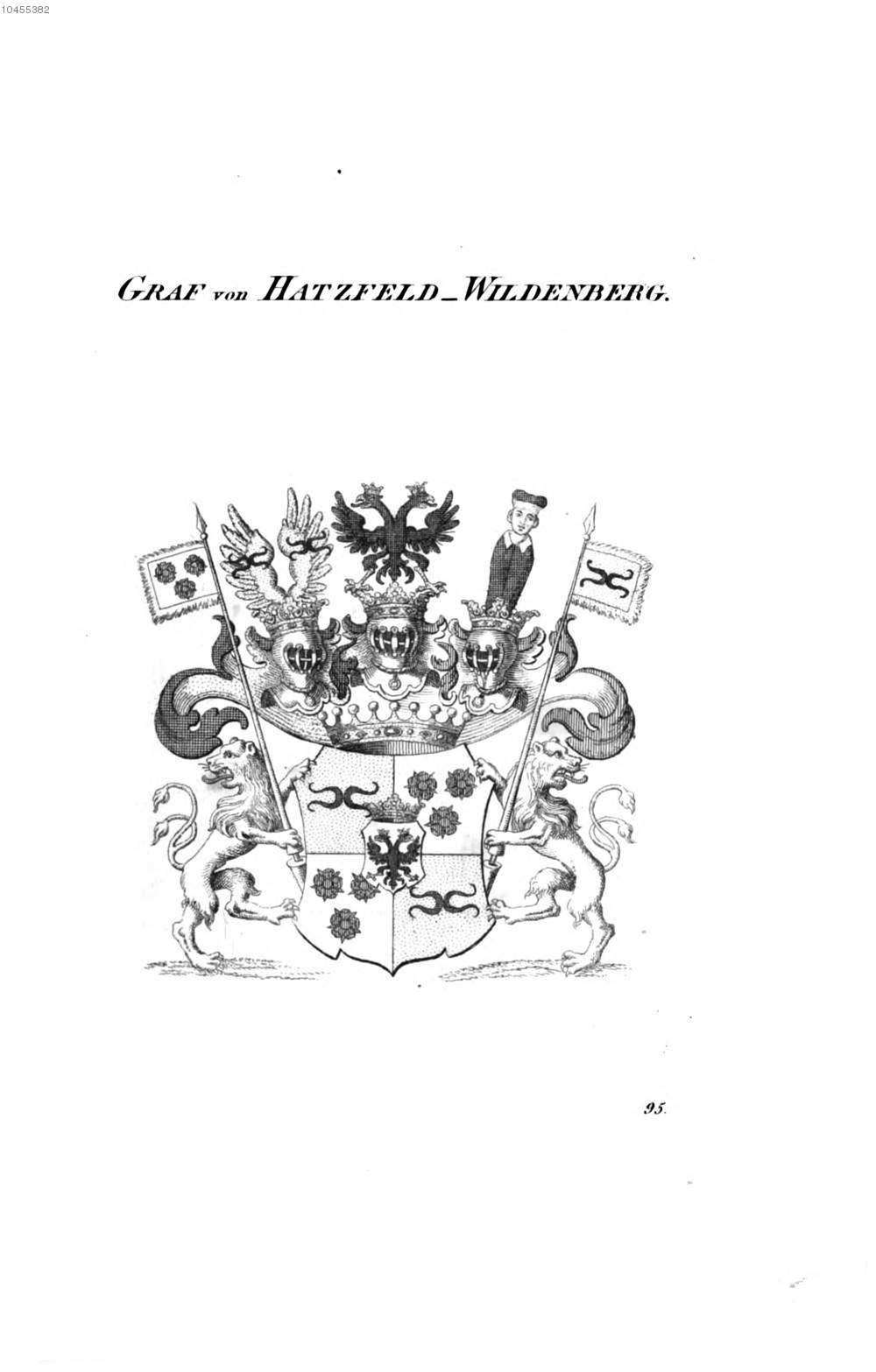
Familienwappen nach Konrad Tyroff

Am 13. Juli 1830 einigten sich Edmund und sein Schwager, Fürst Hermann Anton von Hatzfeldt-Schönstein, auf Änderungen des Familienfideikommisses von 1662. Demnach nahmen sie Abstand von der gemeinschaftlichen Verwaltung ihrer Güter und trennten ihren Besitz. Die fürstliche Linie Hatzfeldt-Schönstein erhielt das Fürstentum Trachenberg und Prausnitz. Dem reichsgräflichen Haus Hatzfeldt-Weisweiler blieben zur Nutzung aus Schönsteinschem Besitz die Hälfte von Crottorf, der Anteil an der Standesherrschaft Wildenburg, die Herrschaft Schönstein und die Herrschaft Merten mit dem vormaligen Klostergut vorbehalten. Darüber hinaus ging der bisher Hatzfeldt-Schönsteinsche Anteil an Waldmannshofen an die Linie Weisweiler über. Mit Ausnahme der Familienakten sollten die verschiedenen Archive auf den zugehörigen Gütern verbleiben. Beide Parteien verpflichteten sich zum Austausch beglaubigter Inventarabschriften der Archive zu Trachenberg und Crottorf. Das Schloss Kalkum wurde Hauptwohnsitz des Familienzweiges Hatzfeldt-Weisweiler. Dort ist im Jahr 1820 erstmals von einem Hauptarchiv Kalkum die Rede. Als 1838 der Archivar Franz Wachter die Domänendirektion übernahm, unterstanden ihm nicht nur das Hauptarchiv in Kalkum, sondern auch die Spezialarchive in Crottorf, Schönstein und Waldmannshofen. Durch einen weiteren Familienvertrag vom Jahr 1868, den sein Sohn Alfred aushandelte, wurde die Herrschaft Wildenburg-Schönstein ausschließlicher Besitz der Linie Weisweiler.
Gemäß Fideikommiss nahm Edmund von Hatzfeldt ab 1833 als Vertreter seines Hauses im Fürstenstand an den Verhandlungen der Rheinischen Provinzialstände teil. 1834 war Hatzfeldt Gastgeber eines Treffens von Standesgenossen zur gemeinsamen Beratung ihrer politischer Interessen. Diese Beratungen mündeten 1835 in einen Entwurf von Johann Wilhelm von Mirbach-Harff zur Gründung der Rheinischen Ritterschaft, deren Gründungsmitglied Hatzfeldt 1837 wurde. Als Mitglied des Ersten Vereinigten Landtags stimmte Hatzfeldt 1847 als einziger Vertreter des rheinischen Fürstenstandes mit der Mehrheit der anderen rheinischen Abgeordneten gegen die Vorlage der Regierung zur Finanzierung der Ostbahn. Auch dem Zweiten Vereinigten Landtag gehörte Hatzfeldt an. Nach Übertragung der Standesherrschaft und der Rechte an dem Familienfideikommiss auf seinen Sohn Alfred in den Jahren 1848–1852, vertrat jener fortan das Haus Hatzfeldt im Rheinischen Provinziallandtag, ab 1856 auch im Preußischen Herrenhaus.
Im Februar 1841 ließ Edmund von Hatzfeldt öffentlich annoncieren, dass er Kalkum und Düsseldorf nunmehr gänzlich verlassen wolle, um als ständiges Domizil das Schloss Schönstein in seiner Standesherrschaft Wildenburg-Schönstein zu bewohnen. 1844 beteiligte sich Hatzfeldt als Gläubiger am Mainzer Adelsverein, einem Projekt, das ihm große Vermögensverluste zuzufügen drohte. 1845 erwarb Hatzfeldt vom Fürsten Hermann von Pückler-Muskau die Standesherrschaft Muskau. Im folgenden Jahr veräußerte er sie an Friedrich von Oranien-Nassau. Durch Vertrag vom 28. Mai 1846 kaufte Hatzfeldt ein 1,5 Hektar großes, reizvoll über dem Maintal gelegenes Grundstück in Marxheim im Taunus, wo er sich von dem Wiesbadener Oberbaurat Theodor Goetz ein „Marx Cottage“ genanntes Jagdschlösschen errichten ließ. In umgebenden Gemarkungen pachtete er dazu eine Jagd.
Nach gescheiterten „Versöhnungversuchen“ betrieb Hatzfeldts Ehefrau ab 1846 die Scheidung. Hierbei wurde sie von dem jungen Sozialisten Ferdinand Lassalle sowie von Anton Bloem als Rechtsanwälten unterstützt. Klagen mit wechselseitigen Vorwürfen über außereheliche Beziehungen und Verschwendungssucht reichten beide Ehepartner im Verlauf des Jahres 1847 ein. Lassalle ließ Edmund von Hatzfeldt beobachten und sorgte dafür, dass dessen sexuelle und finanzielle Eskapaden öffentlich bekannt wurden. In der Absicht, Beweismaterial für einen Ehebruch des Gatten zu finden, konnte Lassalle seine Freunde Alexander Oppenheim und Arnold Mendelssohn dazu animieren, einer mutmaßlichen Mätresse Edmunds, der Baronin Elisabeth „Betzy“ von Meyendorff, geborene d’Hogguér (1804–1875), die seit 1825 Ehefrau des russischen Beamten, Offiziers und Freiherrn Alexander von Meyendorff (1796–1865) war, eine Kassette mit Dokumenten zu entwenden. Diese Affäre führte zum sogenannten Kassettenprozess gegen Oppenheim, Mendelssohn und Lassalle. Während Letztere am 24. November 1846 bzw. am 11. August 1848 jeweils einen Freispruch erreichten, wurde Mendelssohn am 11. August 1848 zu einer Freiheitsstrafe verurteilt. Sophie von Hatzfeldts Scheidungsprozess, den Lassalle während der Revolution von 1848 und in der Folgezeit auch zu Propagandazwecken der Arbeiterbewegung nutzte, zog sich bis 1854 hin und fand vor sechs Gerichten statt. Begleitet waren die gerichtlichen Auseinandersetzungen durch publizistische Aktionen. Auf der Seite Edmund von Hatzfeldts veröffentlichte ein gewisser Isidor Momma, Lehrer für Englisch, Französisch, Italienisch und Literatur, 1848 eine Schmähschrift, die Sophia von Hatzfeldt als „gefährliche Sirene“ öffentlich diskreditieren sollte.
Die eigentliche Scheidung erfolgte am 30. Juli 1851. Final bestätigt wurde sie am 14. Juli 1854. Am 12. August 1854 folgte abschließend noch ein vermögensrechtlicher Vergleich, den der Sohn Alfred ausgehandelt hatte. Um daraus resultierende Ansprüche Sophiens und weitere Verbindlichkeiten gegenüber Familienmitgliedern zu decken, veräußerte Edmund am 27. August 1854 seinen Kalkumer Besitz sowie das „Marx Cottage“ an seinen Sohn Alfred, der in diesem Zuge auch alle übrigen finanziellen Verbindlichkeiten und Ansprüche seines Vaters übernahm, etwa die Risiken aus dessen Engagement im Mainzer Adelsverein. Mit der Veröffentlichung von belastenden Unterlagen aus den Prozessjahren konnte Sophie ihren Ex-Gatten noch im Jahr 1859 erpressen.
Über Hatzfeldts späteres Leben ist wenig bekannt. Bis 1866 lebte er zurückgezogen auf einem Gut bei Posen, das er durch Vermittlung seines Schwagers Hermann erworben hatte. Nachdem er das Gut verkauft hatte, wohnte er bis 1868 in Breslau, ehe er für zwei Jahre nach Frankfurt am Main zog, wo ihn ein Schlaganfall traf. Im Januar 1870 meldete er sich in der Bürgermeisterei Wissen für sein nächstes Domizil auf Schloss Schönstein an. Um angesichts schwerer Erkrankung in der Nähe seines Arztes zu sein, mietete er im Januar 1870 zusätzlich eine Wohnung in Düsseldorf. Dort starb er im Alter von 75 Jahren.
Edmund von Hatzfeldt trug seit 1817 den Titel eines preußischen Kammerherrn. Die Titel Kammerherr und Kämmerer führte er ab 1822. Außerdem war er Träger des Roten Adlerordens 2. Klasse ohne Eichenlaub und des Königlich Preußischen St. Johanniter-Ordens.